# マースデン・ハートレー
マースデン・ハートレー（Marsden Hartley、本名: Edmund Hartley、1877年1月4日 - 1943年9月2日）はアメリカ合衆国のモダニズムの画家である。

## 略歴
メイン州のルイストンで生まれた。オハイオ州のクリーヴランド美術学校で学んだ後
、ニューヨークでウィリアム・メリット・チェイスの美術学校、ナショナル・アカデミー・オブ・デザインやアート・スチューデンツ・リーグでも学んだ。象徴的な絵画を描いた画家、アルバート・ピンカム・ライダー(1847-1917)から影響を受けたとされる。1906年から義母の姓をファーストネームに用いるようになった。
ニューヨークに画廊を開き前衛芸術の普及をはかったアルフレッド・スティーグリッツに注目され、彼のグループに入り、最初の個展を1909年に開き、1912年にも個展を開いた。1912年にヨーロッパに渡り、パリに滞在し、当時パリにいたガートルード・スタインやハート・クレイン、シャーウッド・アンダーソンといった前衛文学者のサークルに加わり、絵画だけでなく文章も書くようになった
。パリでドイツ生まれの画家アルノルト・レンネベックと友人になった。1913年にはベルリンに移り、ワシリー・カンディンスキーやフランツ・マルクといったドイツの前衛画家の影響を受けた。
1916年にアメリカに帰国した。1921年から1930年の間、再びヨーロッパに滞在しその後、アメリカで活動し1937年からはメイン州に戻り、活動した。

## 作品

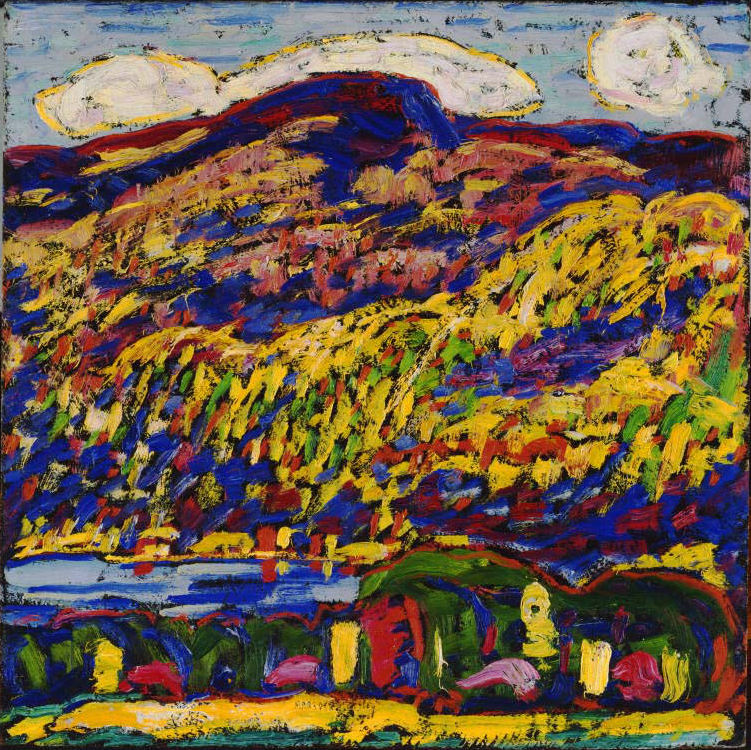
"Mountain Lake" (c.1910
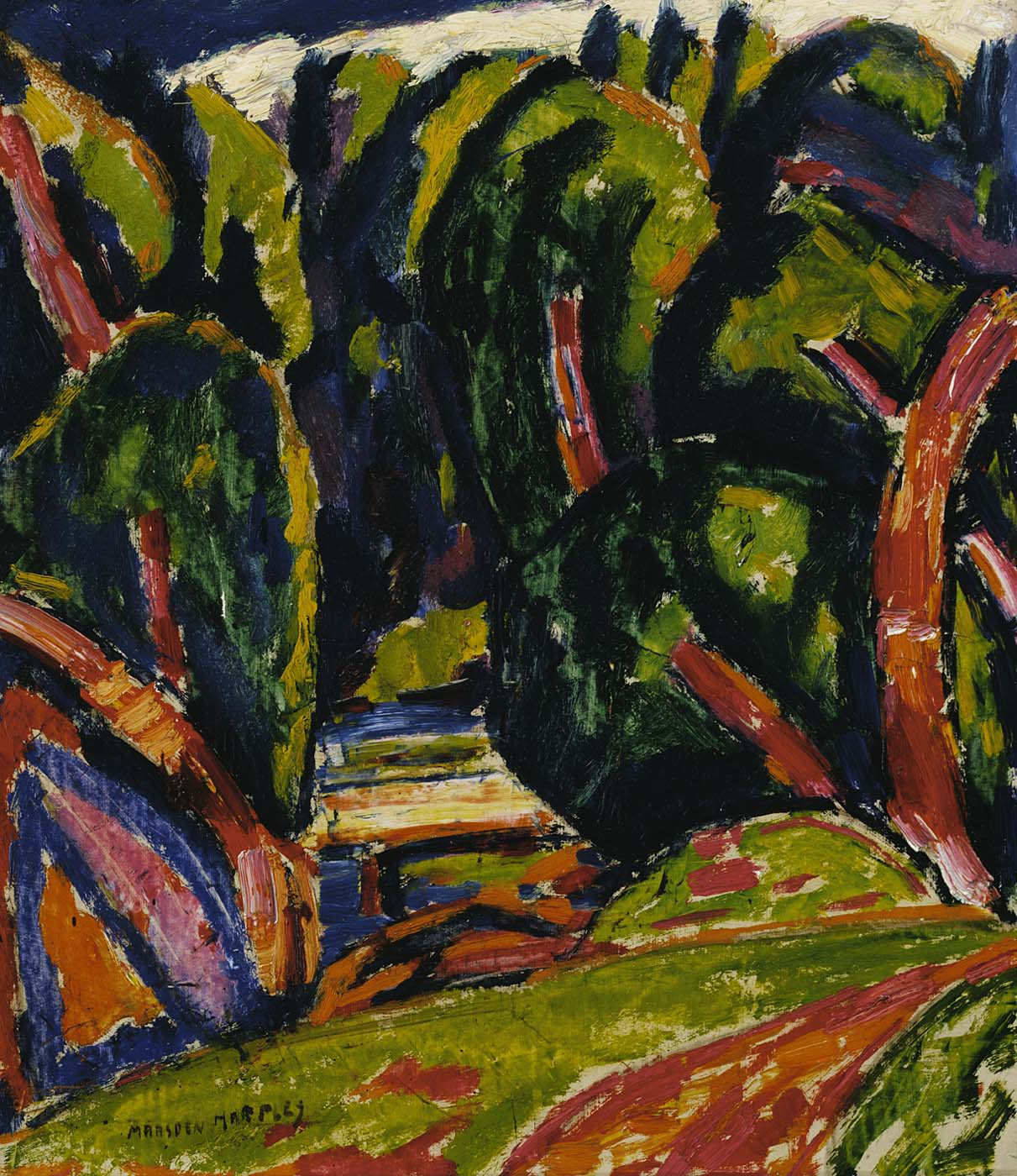
"Red Tree" (1910)
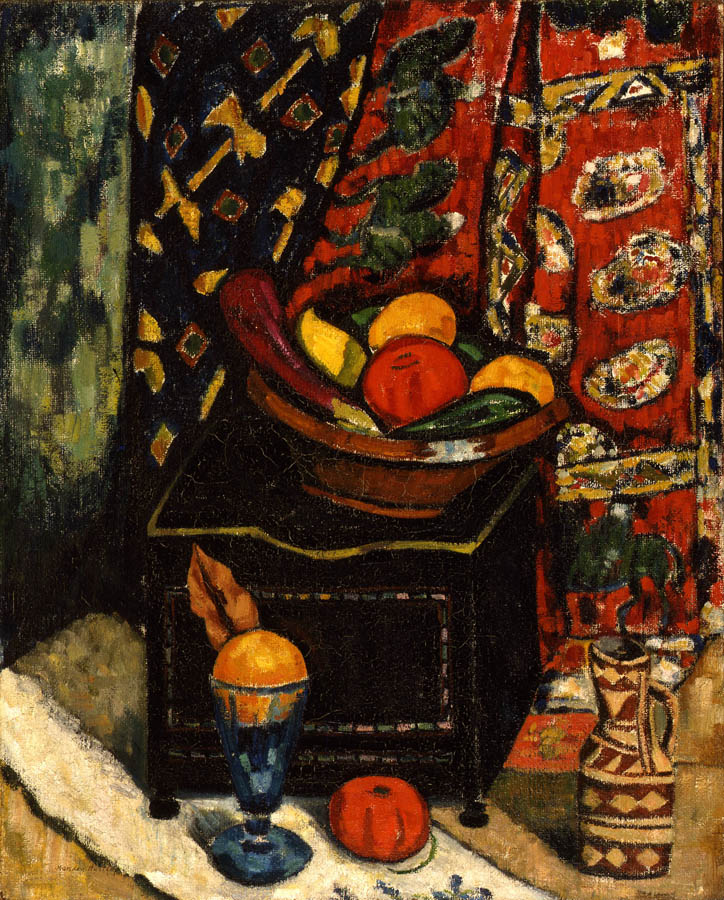
"Still Life No. 1" (1912)
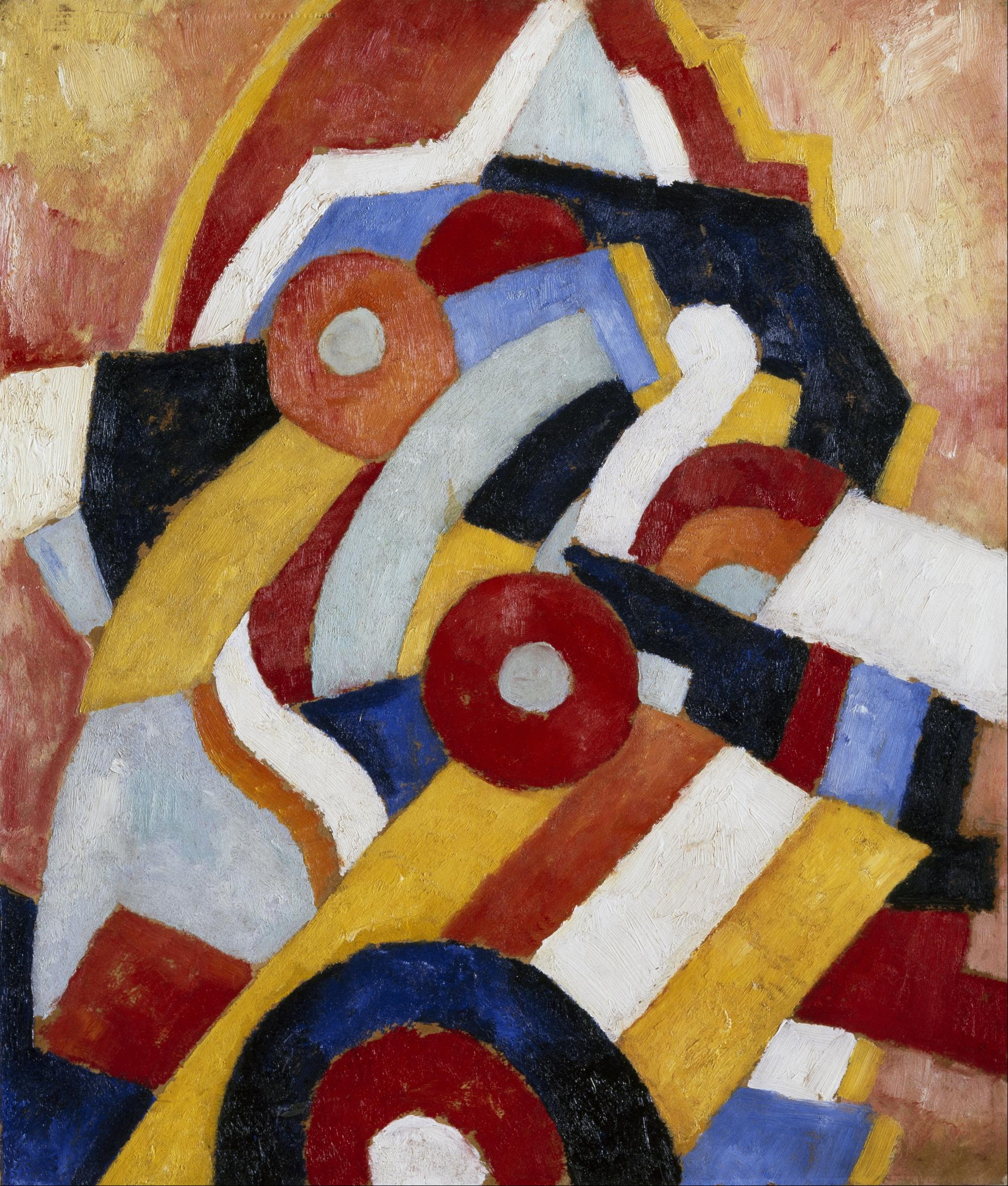
"Abstraction" (c.1914)
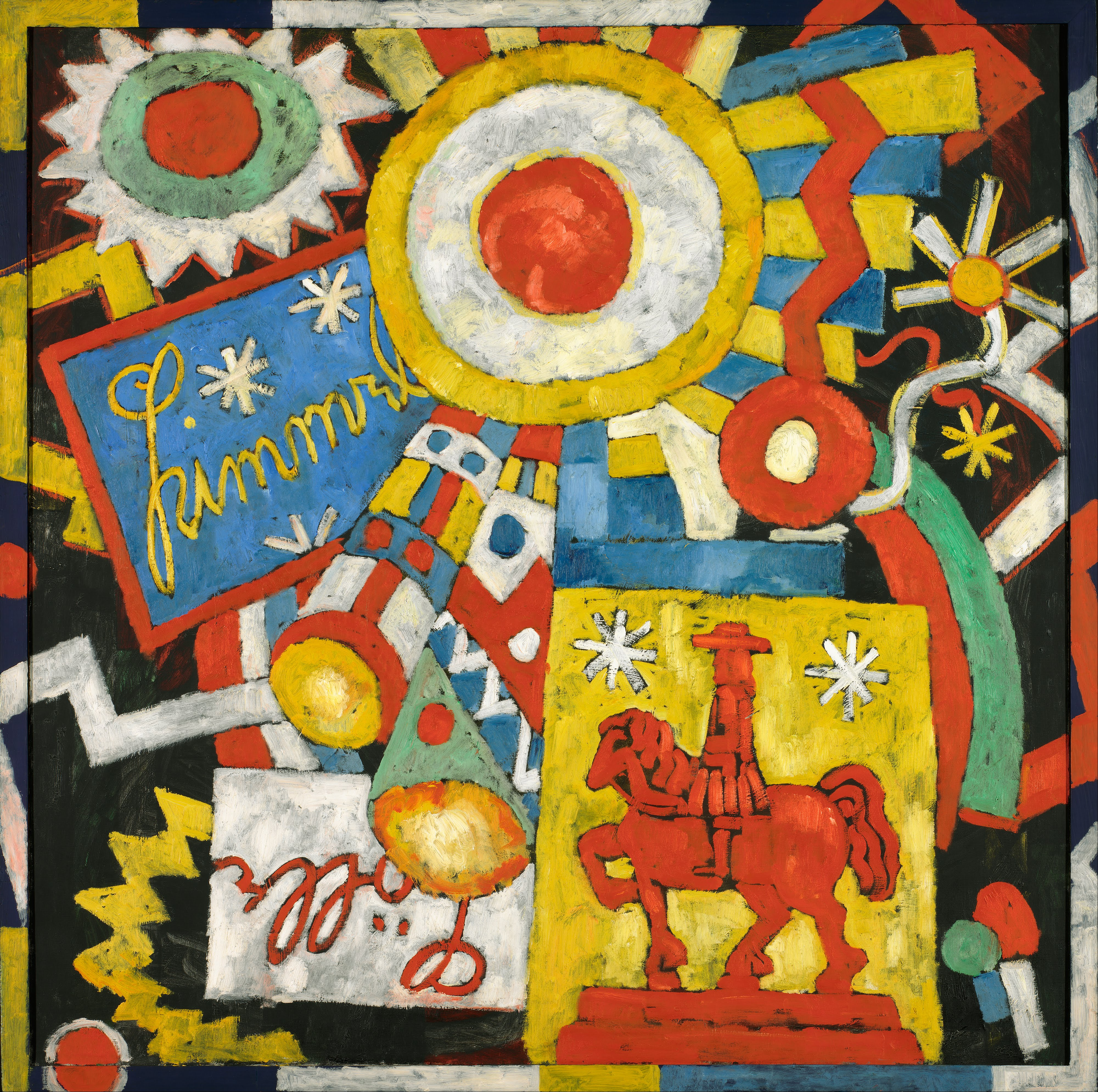
"Sky" (c.1914)
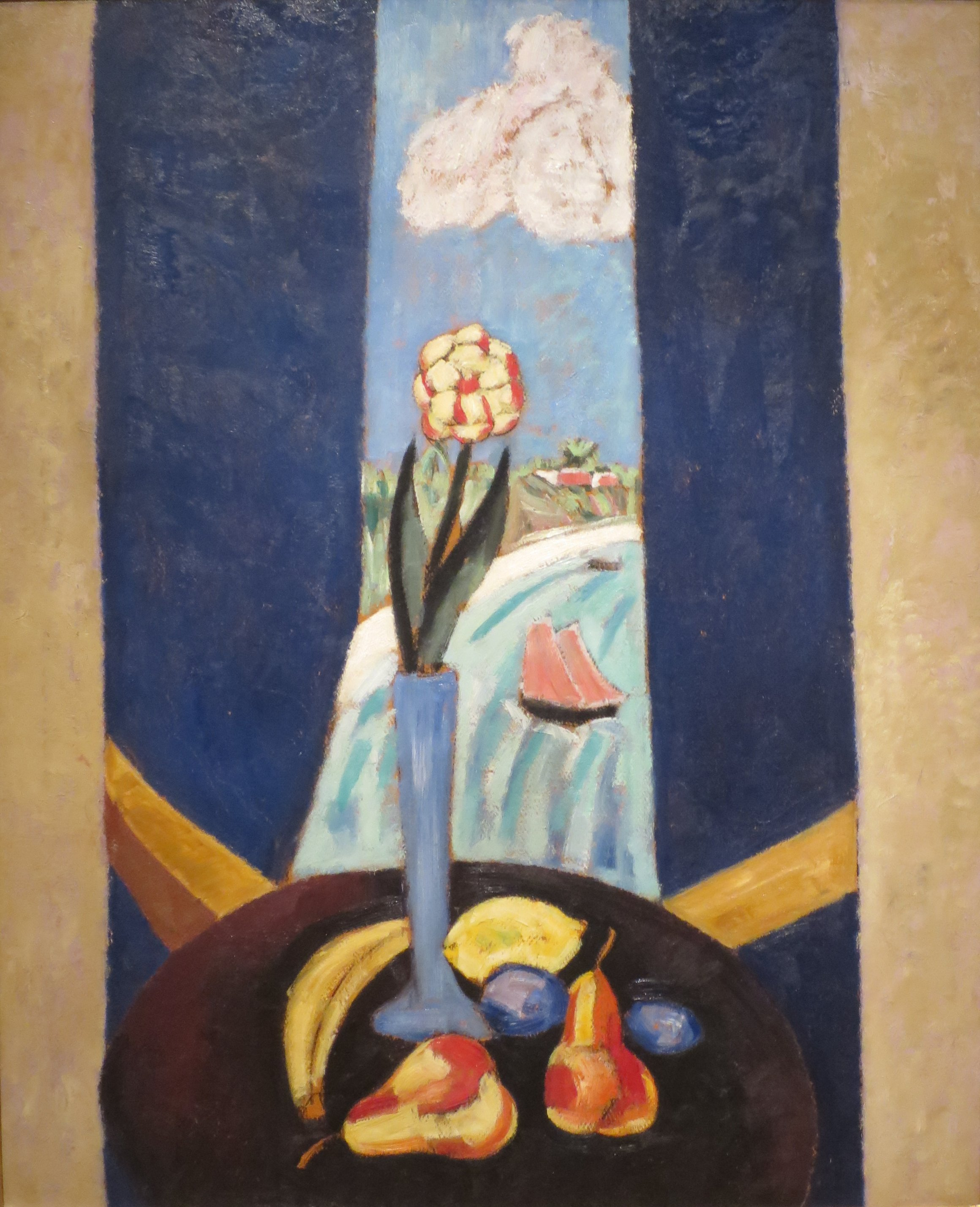
" A Bermuda Window in a Semi-Tropic Character"(1917)
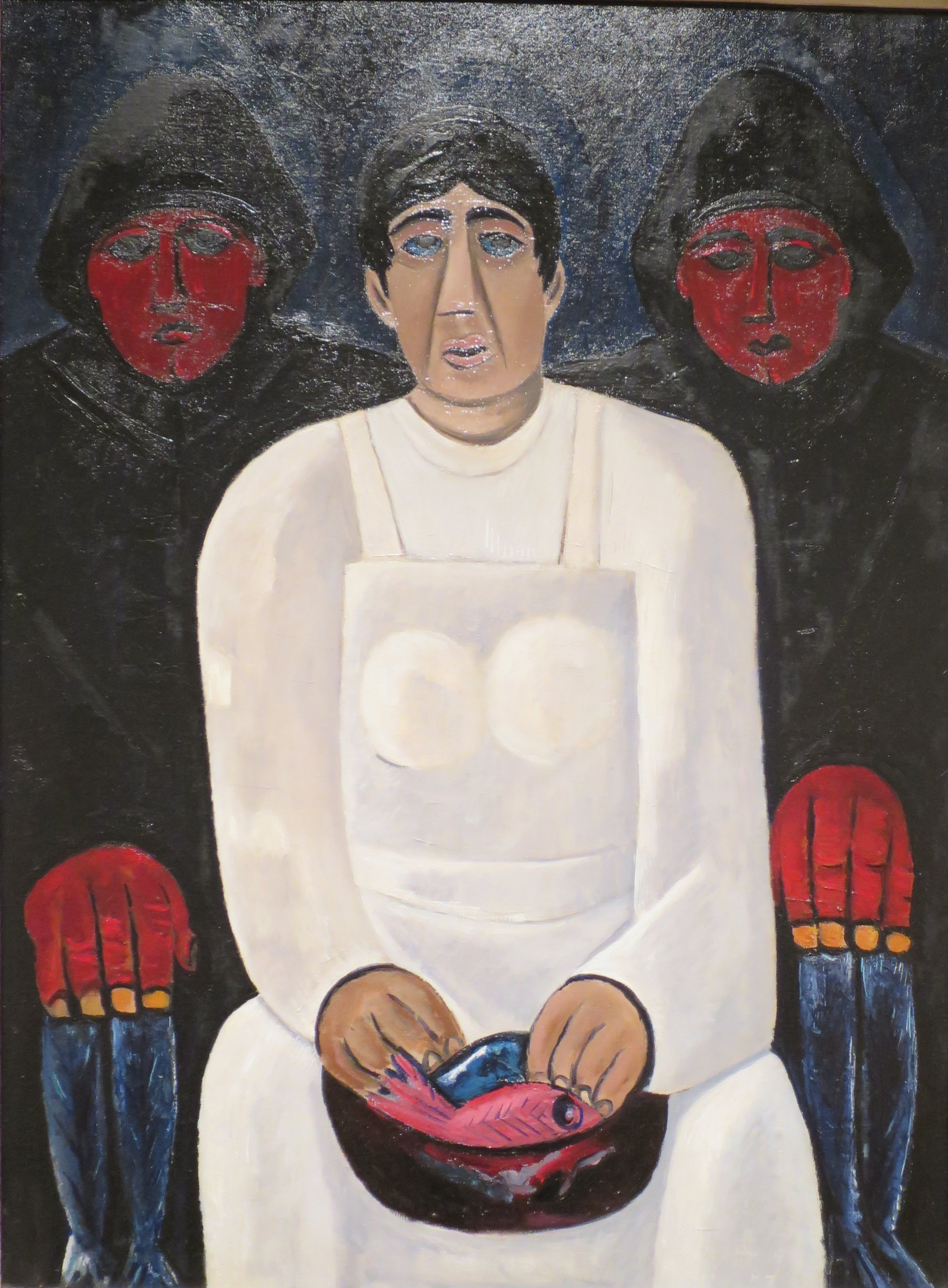
"The Lost Felice" (1939)
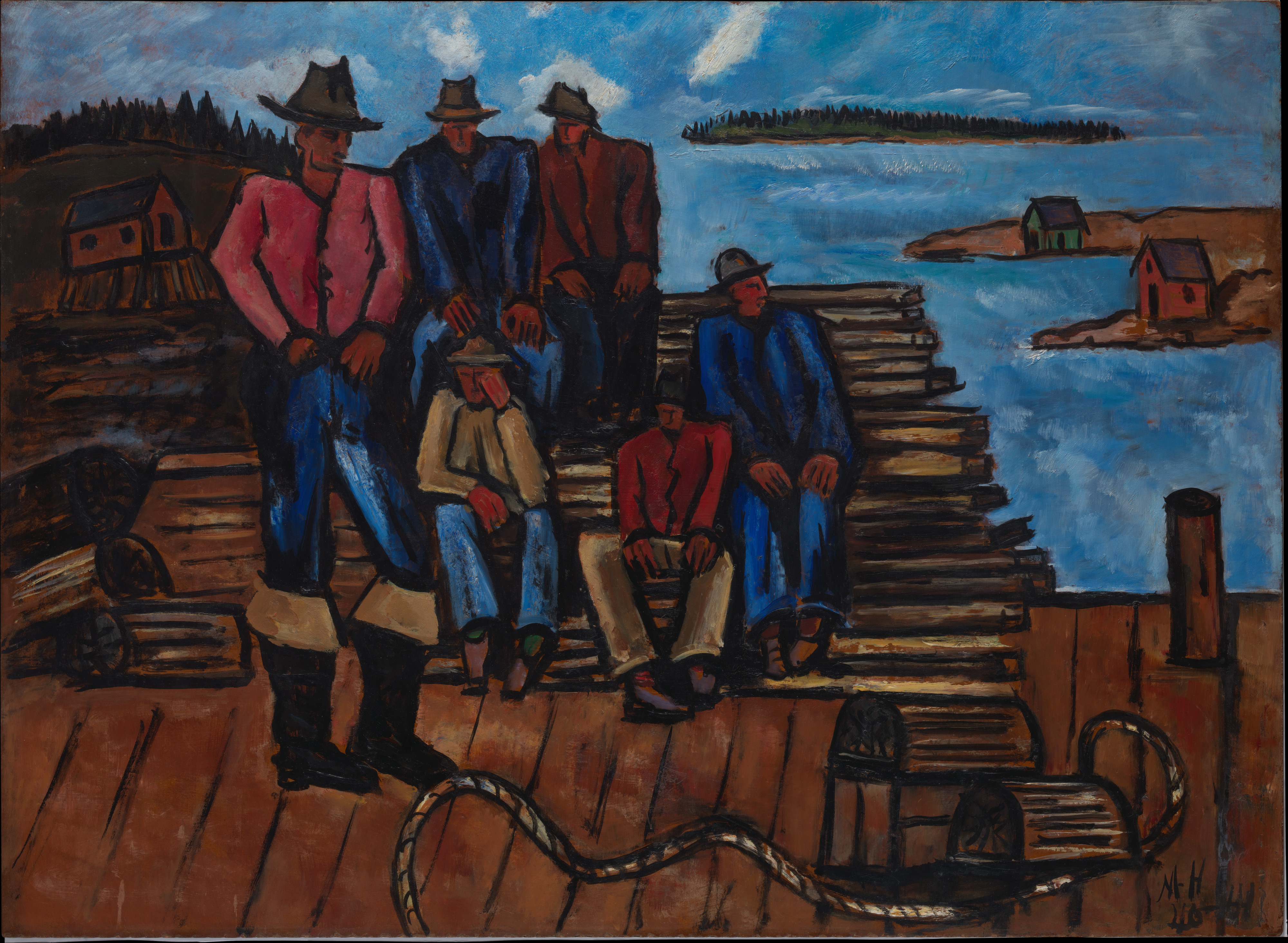
Lobster Fishermen (c.1940)